# 顧中孚
顧中孚（1497年—1585年），字伯貞，號豫齋，南直隸松江府華亭縣人，明朝政治人物。

## 生平
顧中孚是弘治十七年舉人、興寧知縣顧斌之子，生于弘治十年丁巳十月。
嘉靖四年（1525年）乙酉科應天鄉試第二十三名舉人，五年（1526年）和兄長顧中立同登丙戌科進士，獲授江西萬載知縣，以外艰去職，复补崇仁知縣，為政嚴明，逐離當地好鬥者，又按籍收取田賦，杜絕逃避賦役者。
後來顧中孚改任南京吏部验封司主事，歷文选司郎中，擢貴州布政使司参议，以内艰未上任。服除，起补廣東布政使司參議、兵備嶺南，有白姓參軍被瑤族人包圍，總督下令他支援，他使用鹽船誘導對方掠取空船，以勇士五百人跟蹤，趁著瑤族人沒有防備內外夾擊，遣返被擄的人民一千三百人；朝廷得知此事後陞他為江西按察司副使，調為浙江布政使司參政，分巡嘉湖，當時倭寇橫行，燒劫漕運，他向各院申請贖鍰，並捐俸償還，不久辭官歸鄉，自號「嬾真子」，隱居逸老堂三十多年，萬曆十三年去世，卒年八十九歲。

## 家族
曾祖顾仁。祖父顾瑢，皂口尉。父顾斌，號静虚，官兴宁知县。母康宜人。兄顾中立，字伯挺，號左山，同科進士。夫人范淑人（1500年-1568年）。子男五人：顾正蒙（广西太平府通判）、顾正名、顾正泰（福建按察司经历）、顾正言（光禄署丞）、顾正思。

## 引用
1. 1 2  光緒《重修華亭縣志·卷十七·人物六》：顧中立，字伯挺，號左山 居壽安橋南，父斌，字德章，宏治十七年舉人，知興寧縣，專務德化，有古循吏風。中立與弟中孚同登嘉靖五年進士……中孚字伯誠 《雲間志略》作伯貞，號儀齋，授萬載令，復補崇仁，遷吏部主事，擢嶺南參議。有白參軍者為猺人所圍，總督檄中孚為援，乃請治鹽艘以誘之，其前虛舟任猺掠去，隨以勇士五百人疾進，猺弗為備，內外夾擊圍遂解，良家子女被擄者千三百人悉遣歸，事聞擢江西副使，尋參浙藩。時倭寇橫行，燒劫漕運，中孚乃申請各院贖鍰并捐俸償之，無何乞返初服，自號嬾真子，息影逸老堂者三十餘年卒，年八十有九。 參前志、宋府志、《松風餘韻》
2. ↑  光緒《重修華亭縣志·卷十二·人物一》：進士……明……（嘉靖）五年丙戌科 龔用卿榜……顧中孚 同榜中立弟，附傳……舉人……明……（嘉靖）四年乙酉科 袁袠榜 顧中孚 見進士……以上縣學
3. ↑  光緒《撫州府志·卷三十九·名宦》：顧中立，華亭人，由進士授崇仁令，治尚嚴明，山谷之民無逋負者；俗尚好鬬，至募雄長為帥，盡逐之於境外，按籍索田，而詭寄為奸者息矣。
4. ↑  《大明世宗肅皇帝實錄卷四百二十》：嘉靖三十四年三月，南京戶部尚書孫應奎以浙江、江西、湖廣等布政司、直隸應天等府，節年通糧數多，參司府總部等官參政顧中孚、參議郭惟清、殷邁等一十四員各違慢當罪，詔罰如降調如例。